# Flaga Wenezueli
Flaga Wenezueli składa się z trzech równych poziomych pasów, których następujące po sobie kolory symbolizują:
- żółty: bogactwa jej ziemi,
- niebieski: morze u wybrzeży Wenezueli, rzeki oraz niebo ponad nimi,
- czerwony: krew przelaną przez patriotów za niepodległość.

Łuk złożony z siedmiu białych gwiazd w środku pasa niebieskiego symbolizuje siedem pierwszych prowincji, które podpisały Akt Niepodległości 5 czerwca 1811 roku:
- Caracas
- Cumaná
- Barcelona
- Barinas
- Margarita
- Mérida
- Trujillo

Ósma gwiazda została dodana 7 marca 2006 uchwałą parlamentu wenezuelskiego. Symbolizuje prowincję Guayana, w której skład wchodziły stany: Bolívar, Amazonas oraz terytorium Guayana Esequiba.

## Historyczne warianty flagi

Flaga Wenezueli 1810–1812
Flaga Wenezueli 1813–1814
Flaga Wenezueli 1817–1819
Flaga Wenezueli 1830–1836
Flaga Wenezueli 1836–1859
Flaga Wenezueli w 1859
Flaga Wenezueli 1859–1863
Flaga Wenezueli 1863–1905
Flaga Wenezueli 1905–1930
Flaga Wenezueli 1930–1954[a]
Flaga Wenezueli 1954–2006